# Igitna River
Der Igitna River ist ein 35 Kilometer langer Fluss im Südwesten des US-Bundesstaats Alaska.

## Flusslauf
Der Igitna River wird von einem namenlosen Gletscher unterhalb des Nordosthangs des Goldpan Peak, 20 km nordwestlich des Kenibuna Lake, im äußersten Südwesten der Alaskakette auf einer Höhe von etwa 1200 m gespeist. Er fließt anfangs etwa 15 km in Richtung Ostnordost. Anschließend wendet sich der Ignitna River nach Süden. Etwa 2,5 km oberhalb der Mündung des Igitna River in das westliche Ende des Kenibuna Lake mündet der Another River rechtsseitig in diesen. Aufgrund der sich ablagernden Sedimentfracht bildet der Fluss an der Mündung ein Flussdelta mit mehreren Mündungsarmen.

## Einzugsgebiet
Der Igitna River entwässert ein Areal von etwa 381 km². Das Einzugsgebiet grenzt im Süden an das des Neacola River, im Westen an das des Necons River sowie im Norden und im Osten an das des Chilligan River.

## Namensgebung
Der Flussname stammt aus der Tanaina-Sprache und wurde 1927 vom U.S. Geological Survey (USGS) gemeldet.